# Екскалибур (филм)
 Тази статия е за филма.  За легендарния меч вижте Екскалибур.  
Екскалибур (на английски: Excalibur) е игрален филм от 1981 г., с режисьор, продуцент и съсценарист Джон Бурман, който пресъздава легендата за крал Артур и рицарите на Кръглата маса, главно въз основа на рицарския роман „Смъртта на Артур“ от Томас Малори.
В ролята на крал Артур влиза Найджъл Тери, магьосникът Мерлин се играе от Никол Уилямсън, Никълъс Клей е Ланселот, Чери Лунги като Гуиневир, Моргана е изиграна от Хелън Мирън, а Гауайн от Лиъм Нийсън.
Филмът е кръстен на легендарния меч на крал Артур, който се отличава ясно в литературната творба.
Саундтракът на филма включва музика на Рихард Вагнер и Карл Орф.
„Екскалибур“ е заснет изцяло в Ирландия, откъдето са и по-голямата част от екипа и актьорите.
Филмът постига умерен успех, като получава смесени отзиви – филмовите критици Роджър Ибърт и Винсънт Канби имат известни забележки относно сюжета и подбора на актьори, но дават високи оценки за визуализациите.

## Сюжет
Внимание:  Текстът по-долу разкрива сюжета на произведението (или части от него)!
Магьосникът Мерлин извлича меча Екскалибур от Дамата на езерото, за да го предостави на Утер Пендрагон, за да може най-сетне да се осигури мир между него и херцогът на Корнуол. Примирието обаче не трае дълго, тъй като Утер пожелава съпругата на своя доскорошен враг – Игрейн. За да я съблазни обаче, Утер се допитва до Мерлин, който обещава да му помогне, само ако след това вземе наследника му. Той го преобразява в херцога и се запътва към двореца.
В това време Моргана усеща смъртта на баща си, който с войската си напада лагера на Утер. И докато Игрейн е заблудена от прикритието, Утер успява да я забремени.
Девет месеца по-късно Мерлин взима сина на Утер – Артур.
Малко след това, в битка между Утер и рицарите на Горлоа, с последни сили забива меча Екскалибур в един камък, казвайки през сълзи „Ако аз не мога да имам този меч, то никой друг не може да го има..“, а Мерлин допълва „..единствено този, който успее да извади меча от камъка ще бъде крал!“
Години по-късно, сър Ектор и синовете му Кей и Артур посещават рицарско състезание. Сър Леондергранс печели шанса да опита да извади Екскалибур от камъка, но се проваля. По време на състезанието, Кей губи меча си, а Артур неволно издърпва Екскалибур, докато се опитва да го замени. Случката бързо се разпространява и достига до Мерлин, който съобщава на тълпата, че Артур е син на Утер. В този момент Леондергранд провъзгласява новия крал, но не всички го подкрепят.
Мерлин отвежда Артур в гората и му казва, че точно той е законният крал на тази земя. Той и никой друг.
След няколко години, непобедимият Ланселот блокира мост, от който отказва да се помести, докато не бъде победен от достоен крал. Артур се отзовава, но виждайки, че ще загуби битката призовава магията на Екскалибур и в крайна сметка побеждава. Засрамен от злоупотребата със силата на меча, за да обслужи собствената си суета, Артур захвърля парчетата от меча в езерото, като се разкайва за грешката си. Дамата на Езерото му предлага да възстанови Екскалибур, като впоследствие Ланселот се съживява и заедно с Артур обединяват земите си. Артур създава Кръглата маса, изгражда Камелот и се жени за Гуиневир.

## В ролите
| Актьор         | Роля                           |
| -------------- | ------------------------------ |
| Найджъл Тери   | Крал Артур                     |
| Хелън Мирън    | Моргана Ле Фей                 |
| Кей Макларънл  | Моргана (като възрастна)       |
| Барбара Бърн   | Моргана (като млада)           |
| Николас Клей   | сър Ланселот                   |
| Чери Лънги     | Кралица Гуиневир               |
| Пол Джофри     | сър Персевал                   |
| Никъл Уилямс   | Мерлин                         |
| Корин Родгрейв | херцог на Корнуол              |
| Патрик Стюарт  | крал Леондергранс              |
| Кейт Бъкли     | сър Урийнс                     |
| Клайв Суифт    | сър Ектор                      |
| Лиъм Нийсън    | сър Геауин                     |
| Гейбриъл Бърн  | крал Утер Пендрагон            |
| Робърт Ади     | принц Мордред (като възрастен) |
| Чарли Бурман   | младият Мордред                |
| Катрин Бурман  | Игрийн, херцогиня на Корнуол   |
| Киърън Хайндс  | крал Лот                       |
| Нийл О‘Брайън  | сър Кей                        |

Любопитен факт е, че във филма взимат участие няколко членове от фамилията Бурман. Това са дъщерята на Джон – Катрин Бурман, която влиза в ролята на Игрийн – майката на Артур и синът му Чарли Бурман, който изиграва младия Мордред. Поради големия брой роднини в този филм, често го наричат и „Семейният проект на Бурманови“.

## Продукция
Създаване
Джон Бурман бил планирал Артуровата филмовата адаптация още през 1969 г., като забавянето от малко повече от десет години се дължи на това, че той дълго водел преговори за заснемането му.
Голяма част от изображенията и дизайна са заимствани от „Властелинът на пръстените“, а някои сцени напомнят за комедийния филм на Монти Пайтън от 1975 г. „Монти Пайтън и Светият граал“.
Първоначалният труд на Бурман бил с продължителност 3 часа; след нанесени корекции, част от сцените се изтриват, но се използват е официалния трейлър на филма – става дума за моментът, когато Ланселот спасява Гуиневир от горски разбойник.
Заснемане
Филмът „Екскалибур“ е заснет в Ирландия, в окръзите „Уиклоу“, „Типърари“ и „Кери“. Ранната ожесточена битка, в която Артур става рицар, коленичейки пред сър Урийнс, е заснета в замъка „Кеър“ – добре запазена нормандска крепост.
Бурман изтъква най-вече любовната сцена между Ланселот и Гуиневир, която е била заснета в гората при минусови температури, а двамата актьори били чисто голи.
Костюми
Боб Рингуд е човекът, който се захваща с нелеката задача да създаде костюмите, които да бъдат използвани от актьорите в „Екскалибур“. По-късно именно той е номиниран за БАФТА точно за този си труд.

## Адаптация
Джон Бурман, заедно с Роспо Паленберг, написват сценария за „Екскалибур“, който преди всичко в адаптация на „Смъртта на Артур“ (1469 – 70 г.) от Малори. Те умело преработват този цикъл и от части го съкращават, премахвайки незначителни подробности. Полученият филм се доближа все повече до „Златния бокал“ на сър Джеймс Фрейзър; Артур е представен като „ранен рицар“, чието царство се превръща в пустош, за да се прероди благодарение на Граала.

## Саундтрак
Саундтракът на „Екскалибур“ се състои от специално подбрана музика, съставена от Тревър Джоунс, включваща класически произведения от „Кармина Бурана“ на Орф, както и опери на Вагнер.
|  | Тази страница частично или изцяло представлява превод на страницата Excalibur (film) в Уикипедия на английски. Оригиналният текст, както и този превод, са защитени от Лиценза „Криейтив Комънс – Признание – Споделяне на споделеното“, а за съдържание, създадено преди юни 2009 година – от Лиценза за свободна документация на ГНУ. Прегледайте историята на редакциите на оригиналната страница, както и на преводната страница, за да видите списъка на съавторите. ВАЖНО: Този шаблон се отнася единствено до авторските права върху съдържанието на статията. Добавянето му не отменя изискването да се посочват конкретни източници на твърденията, които да бъдат благонадеждни. |